# 抵当証券業の規制等に関する法律
抵当証券業の規制等に関する法律（ていとうしょうけいんぎょうのきせいとうにかんするほうりつ、昭和62年12月15日法律第114号）は、抵当証券業を営む者について登録制度を実施し、その事業に対し必要な規制を行うことにより、その業務の適正な運営を確保し、もって抵当証券の購入者の保護を図ることを目的として制定された法律である。
証券取引法等の一部を改正する法律の施行に伴う関係法律の整備等に関する法律（平成18年6月14日法律第66号）の施行により、金融商品取引法に統合される形で2007年9月30日に廃止された。

## 構成
- 第一章　総則（第1条・第2条）
- 第二章　登録（第3条―第11条）
- 第三章　業務（第12条―第19条）
- 第四章　監督（第20条―第26条）
- 第五章　抵当証券保管機構（第27条―第37条）
- 第六章　抵当証券業協会（第38条―第43条）
- 第七章　雑則（第44条―第47条）
- 第八章　罰則（第48条―第55条）
- 附則